# Karenga
La Karenga (en russe : Каренга) est une rivière de Russie qui coule dans le kraï de Transbaïkalie, en Sibérie sud-orientale. C'est un affluent de la rivière Vitim en rive droite, donc un sous-affluent de la Léna.

## Géographie
La rivière est longue de 366 kilomètres ; son bassin versant a une superficie de 9 460 km2, surface comparable à celle du département français de la Gironde.
La Karenga naît puis coule dans les monts Iablonovy. Elle parcourt des régions montagneuses très isolées. Son cours est globalement orienté vers le nord-est. Elle coule plus ou moins parallèlement au cours supérieur du Vitim, qu'elle finit par rejoindre en rive droite après un parcours de 366 kilomètres. 
Dans son parcours, la Karenga ne traverse pas de centres urbains importants.
En règle générale, la rivière est prise par les glaces d'octobre à mai.

## Hydrométrie - Les débits mensuels à Oust-Karenga
La Karenga est un torrent de montagne très irrégulier. Son débit a été observé pendant 26 ans (de 1965 à 1990) à Oust-Karenga, petite localité située au niveau de son embouchure dans le Vitim, à une altitude de 654 mètres. 
Le débit inter annuel moyen ou module observé à Oust-Karenga durant cette période était de 40,9 m3/s pour une surface étudiée de 9 460 km2, c'est-à-dire la totalité du bassin versant de la rivière.
La lame d'eau écoulée dans ce bassin versant se monte ainsi à 136 millimètres par an, ce qui doit être considéré comme assez modéré, du moins dans le cadre du bassin du Vitim qui possède des cours d'eau nettement plus abondants. 
Rivière alimentée avant tout par les pluies de l'été, la Karenga est un cours d'eau de régime pluvial. 
Les hautes eaux se déroulent en été, de la mi-juin à fin septembre, avec un sommet en juillet-août, ce qui correspond au maximum pluviométrique de la région. En octobre puis en novembre, le débit chute rapidement, ce qui constitue le début de la période des basses eaux. Celle-ci a lieu de fin-octobre à avril inclus, et correspond aux gelées intenses qui s'abattent sur toute la Sibérie, et qui sont particulièrement dures dans ces régions montagneuses. 
Le débit moyen mensuel observé de janvier à mars (minimum d'étiage) est de 0,00 m3/s, alors que le débit moyen du mois de juillet se monte à 118 m3/s, ce qui signe des variations saisonnières d'amplitude extrême.
Sur la durée d'observation de 26 ans, le débit mensuel maximal s'est élevé à 477 m3/s en juillet 1988.
En ce qui concerne la période estivale, libre de glaces (de juin à septembre inclus), le débit mensuel minimal observé a été de 4,44 m3/s en septembre 1974, ce qui impliquait la possibilité de débits très faibles en été également. 